# Шестдесет и четвърти пехотен полк
Шестдесет и четвърти пехотен полк е български пехотен полк, формиран през 1913 година и взел участие в Междусъюзническата (1913), Първата (1915 – 1918) и Втората (1941 – 1945) световна война.

## Формиране
Историята на полка започва на 13 май 1913 година, когато в с. Суходол (Софийско) от 3-та дружина на 54-ти пехотен полк, 9-а, 21-ва и 28-а допълваща се формира Шести пехотен резервен полк и влиза в състава на 13-а пехотна дивизия. По-късно е преименуван на Шестдесет и четвърти пехотен полк.

## Междусъюзническа война (1913)
Взема участие в Междусъюзническата война (1913) и през август същата година се демобилизира и разформира, а от кадъра му се формира 40-и пехотен беломорски полк.

## Първа световна война (1915 – 1918)
Във връзка с избухването на Първата световна война (1915 – 1918) на 11 септември 1915 година в Горна Джумая към Кадровата дивизия се формира Шести пехотен кадрови полк, който по-късно същата година е преименуван в Шести пехотен македонски полк и влиза в състава на 3-та бригада от Единадесета пехотна македонска дивизия. През юли 1917 година е преименуван в Шестдесет и четвърти пехотен полк.
Взема участие във войната, през октомври 1918 година се завръща в Горна Джумая и е демобилизиран, а на 25 май 1919 година е разформиран. Кадърът му се придава към 13-и пехотен рилски полк
При намесата на България във войната полкът разполага със следния личен състав, добитък, обоз и въоръжение:
| Личен състав                                                                    | Добитък              | Обоз                                 | Въоръжение                           |
| ------------------------------------------------------------------------------- | -------------------- | ------------------------------------ | ------------------------------------ |
| Дружини: 3 Картечни роти: ½ Офицери: 31 Чиновници: 4 Подофицери и войници: 4696 | Коне: 507 Волове: 12 | Обикновени коли: 6 Товарни коли: 429 | Пушки и карабини: 2714 Картечници: 2 |

## Втора световна война (1941 – 1945)
По време на Втората световна война (1941 – 1945) на 10 март 1943 г. в Шумен от състава на 7-и, 8-и и 19-и полк се формира Шестдесет и четвърти пехотен полк. Той влиза в състав на Двадесет и четвърта пехотна дивизия и се установява на гарнизон в гр. Чачак, дн. Сърбия. Демобилизиран е на 20 септември 1944 г.

## Командири
Званията са към датата на заемане на длъжността.
| № | звание       | име            | дати                   |
| - | ------------ | -------------- | ---------------------- |
|   | Подполковник | Пею Банов      | 1915 – 1916            |
|   | Подполковник | Тодор Бадински | към 29 януари 1918     |
|   | Подполковник | Крум Георгиев  | от 1942                |
|   | Подполковник | Стоян Драгиев  | 1944 – 1944            |
|   | Полковник    | Иван Дяковски  | 1944 – 28 ноември 1944 |

## Наименования
През годините полкът носи различни имена според претърпените реорганизации:
- Шести пехотен резервен полк (13 май 1913 – май 1913)
- Шестдесет и четвърти пехотен полк (май 1913 – август 1913)
- Шести пехотен кадрови полк (11 септември – септември 1915)
- Шести пехотен македонски полк (септември 1915 – юли 1917)
- Шестдесет и четвърти пехотен полк (юли 1917 – 25 май 1919)
- Шестдесет и четвърти пехотен полк (10 март 1943 – 20 септември 1944)